# Csaba Giczy
Csaba Giczy (ur. 5 sierpnia 1945 w Cham) – węgierski kajakarz. Dwukrotny medalista olimpijski z Meksyku.
Brał udział w dwóch igrzyskach (IO 68, IO 76). W 1968 zajął drugie miejsce kajakowych dwójkach na dystansie 1000 metrów (partnerował mu István Tímár) oraz zdobył brąz w kajakowych czwórkach na tym samym dystansie (osadę tworzyli ponadto István Csizmadia, Tímár i Imre Szöllősi). Był wielokrotnym medalistą mistrzostw świata – trzykrotnie złotym (sztafeta w 1971; K-4 na dystansie 1000 i 10000 metrów w 1973), trzykrotnie srebrnym (na dystansie 10000 metrów w K-4 w 1971, 1974 i 1977) oraz dwukrotnie brązowym (K-4 na dystansie 1000 metrów w 1970 i 1974). Zdobywał medale mistrzostw Europy na różnych dystansach.